# Sant Joan de Mediona
Sant Joan de Mediona es un pueblo, capital del término municipal de Mediona, situado en el valle de la riera de Mediona, aguas arriba del Castillo de Mediona. En 2010, tenía 807 habitantes censados.
Encontramos la iglesia de San Juan de Conilles, documentada en 1299 e incluida en el Inventario del Patrimonio Arquitectónico de Cataluña, que es la que da nombre al pueblo.
En cuanto a entidades culturales, se destaca el Centro Cívico de Mediona, que incluye una biblioteca, y el Casal de Mediona, ubicado en unas antiguas bodegas de Codorniu, sede también de la Asociación de Estudios Científicos y Culturales de Mediona. La fiesta mayor se celebra el último fin de semana de julio. El 11 de septiembre se celebra la fiesta del arroz en el castillo.